# Lacul Ladoga

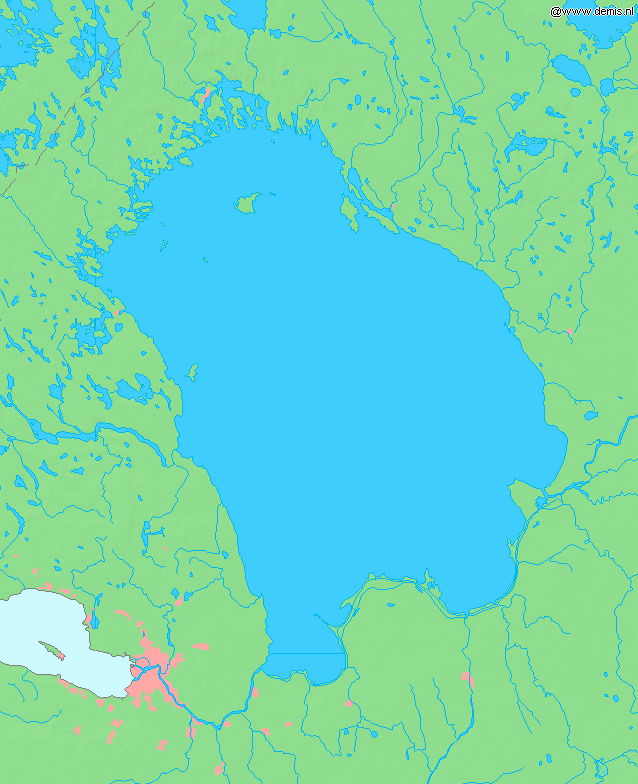
Harta Lacului Ladoga. În roz este arătat oraşul St. Petersburg, situat la Golful Finic din Marea Baltică.

Lacul Ladoga (tradus în limba rusă: Ладожское озеро, Ladojskoie Ozero, în limba finlandeză: Laatokka) este cel mai mare lac al Europei, atât în republica autonomă Carelia cât și în regiunea Leningrad din nord-vestul Rusiei, lângă granița cu Finlanda.
Lacul are o suprafața de 17.700 km². Are cam 660 de insule cu o suprafață totală de 435 km². Cele mai multe insule se află lângă malul de nord-vest, printre ele aflându-se și Insulele Valaam. Apele lacului se varsă în Marea Baltică prin râul Neva, pe teritoriul orașului Sankt Petersburg.
Bazinul său hidrografic este de 276.000 km². El include aproximativ 50.000 de lacuri și 3.500 de râuri mai lungi de 10 km. Cei mai importanți afluenți, cei care aduc peste 85% din apele care se varsă în lacul Ladoga, sunt: 
- Râul Svir care izvorăște din lacul Onega (sud-est);
- Râul Vuoksi care izvorăște din Lacul Saimaa din Finlanda (vest);
- Râul Volhov care izvorăște din Lacul Ilmen (sud).

În Ladoga trăiește o subspecie endemică de focă inelată.

## Istoria Lacului Ladoga
Lacul Ladoga forma o parte importantă a drumului comercial al varegilor către Grecia. Cea mai veche capitală a Rusiei, Starâe Ladoga, a împrumutat numele de la lac.
Vechea Mânăstire Valaam a fost fondată pe insula Valaam (în finlandeză: Valamo), cea mai mare insulă din Lacul Ladoga, a fost abandonată între 1611–1715 și a fost renovată în mod remarcabil în secolul al XVIII-lea și evacuată în Finlanda în timpul războiului sovieto-finlandez din iarna 1939-1940. În 1989 în mânăstire s-a reluat viața monastică. Alte locuri de interes istoric sunt mânăstirile Koneveț și Alexandr-Svirski, care păstrează mostre ale arhitecturii medievale moscovite.
Între 1617–1721 lacul Ladoga era traversat de granița suedezo-rusă, iar între 1812–1940 de cea fino-rusă.
În timpul asediului Leningradului, 1941–1944, lacul Ladoga a fost singura cale de acces către orașul înconjurat. Aprovizionarea se făcea cu ajutorul camioanelor peste gheața groasă a lacului pe așa-numitul "drum al vieții", iar vara se făcea cu ajutorul vapoarelor.